# Basilia astochia
Basilia astochia är en tvåvingeart som beskrevs av Peterson och Maa 1970. Basilia astochia ingår i släktet Basilia och familjen lusflugor.
Artens utbredningsområde är Colombia. Inga underarter finns listade i Catalogue of Life.